# Christuskirche (Ibbenbüren)

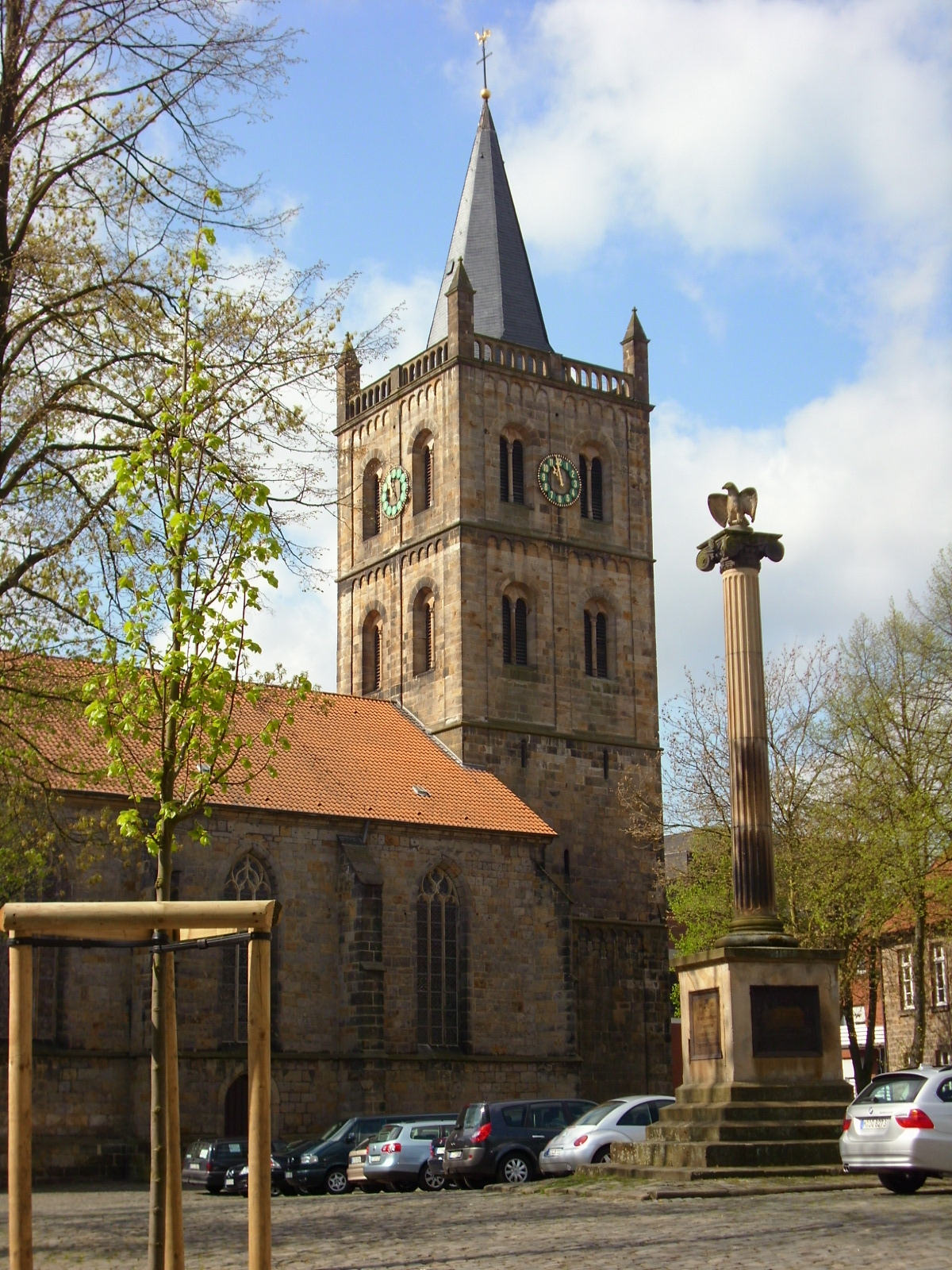
Christuskirche vom Kirchhof (Christusplatz) aus gesehen

Die Christuskirche ist eine Kirche in der Innenstadt von Ibbenbüren (Kreis Steinfurt). Sie wurde 1523 bis 1533 im spätgotischen Stil errichtet und ist eine von fünf Kirchen der Evangelischen Kirchengemeinde Ibbenbüren, die zum Kirchenkreis Tecklenburg der Evangelischen Kirche von Westfalen gehört.

## Geschichte

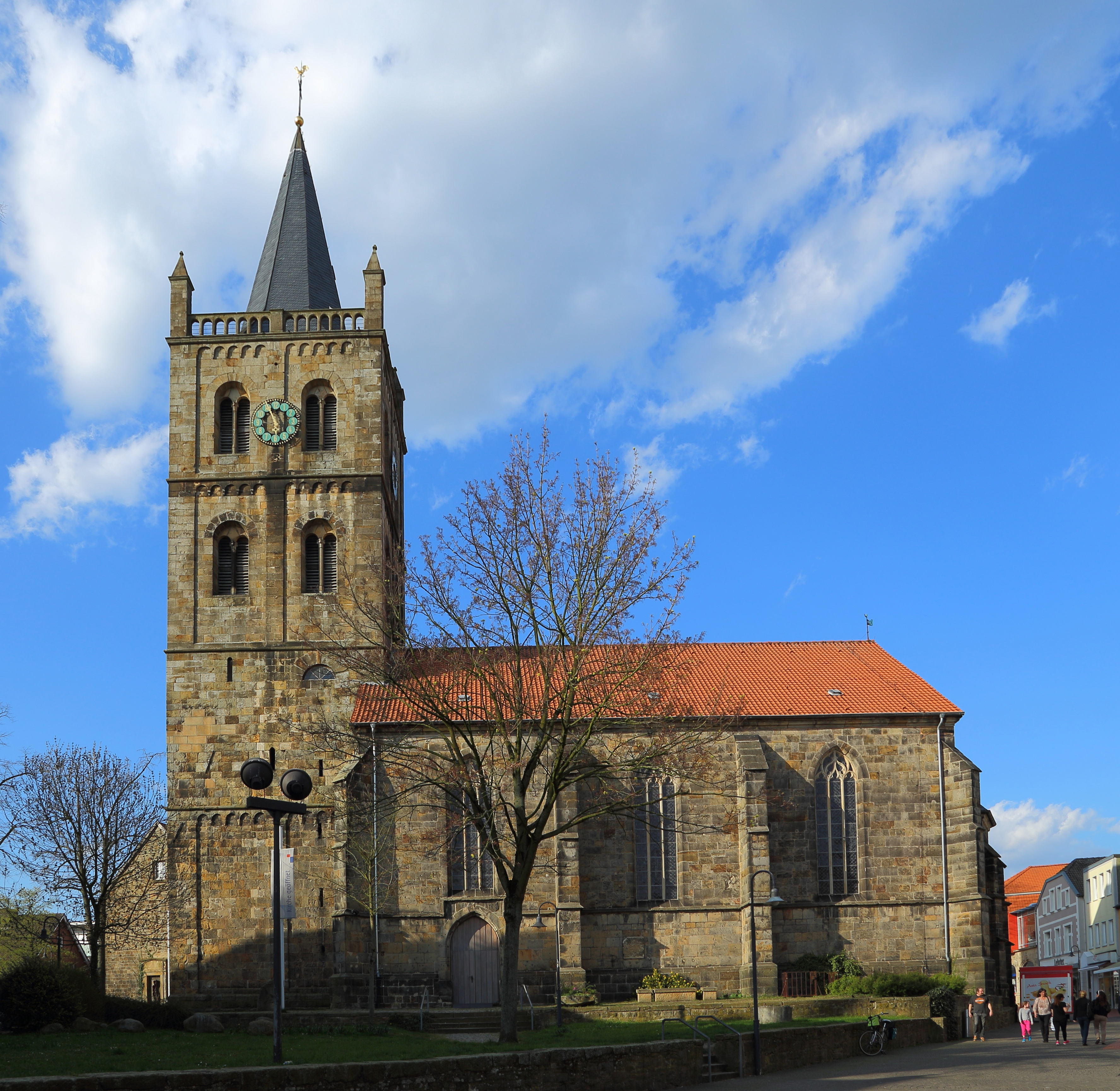
Christuskirche vom Unteren Markt aus gesehen

Die Christuskirche befindet sich an der Vereinigung der Plane mit der Kürtelbecke oberhalb des Unteren Marktes in Ibbenbüren. Hier laufen auch alte Fernhandelsstraßen zusammen. Die geographische Lage im Ibbenbürener Tal bedingte den Bau dieser Kirche. Der Ibbenbürener Heimatforscher Anton Rosen vermutete, dass die Kirche zudem auf einer heidnischen Kultstätte errichtet wurde. Bei Ausschachtungsarbeiten 1950 wurden Findlinge im Bereich der Kirche gefunden, die auf ein Großsteingrab wie die Sloopsteine bei Wersen oder einen Kultplatz deuten könnten.
Die älteste belegte Urkunde zur Existenz einer Kirche in Ibbenbüren stammt aus dem Jahr 1348. Darin ist die Rede, dass 799 von Papst Leo III. persönlich eine Kirche geweiht wurde; dieser suchte zur Zeit der Sachsenkriege bei Karl dem Großen Zuflucht vor seinen Feinden. Andere Urkunden aus gleicher Zeit bestätigen diese Behauptung nicht. Es gibt auch keine Urkunden vor Ende des 12. Jh., die auf die Existenz einer Kirche in Ibbenbüren schließen lassen.
Die Urkunde aus 1348 dürfte eher Zeugnis einer Legendenbildung sein.
Von einem Wall, der die Kirche geschützt haben soll, sollen 1837 noch Fundamente sichtbar gewesen sein. Eine belegende Karte dieser Wallanlage und Gräben ist in den Wirren des Zweiten Weltkrieges aus dem Pfarrarchiv verschwunden.
Bis zur Reformation war die Kirche dem Heiligen Mauritius geweiht. Da die angebliche Gründung 799 für einen Mauritiuspatron für Westfalen eigentlich zu früh ist, gab es in der Vergangenheit zahlreiche Erklärungsversuche hin bis zum Patronatswechsel. Es wurde vermutet, dass vielleicht der Hl. Viktor vorher Patron der Kirche war. Dieses ist aber eigentlich nicht üblich und es gibt keine schriftlichen Beweise.

### Vor der Reformation

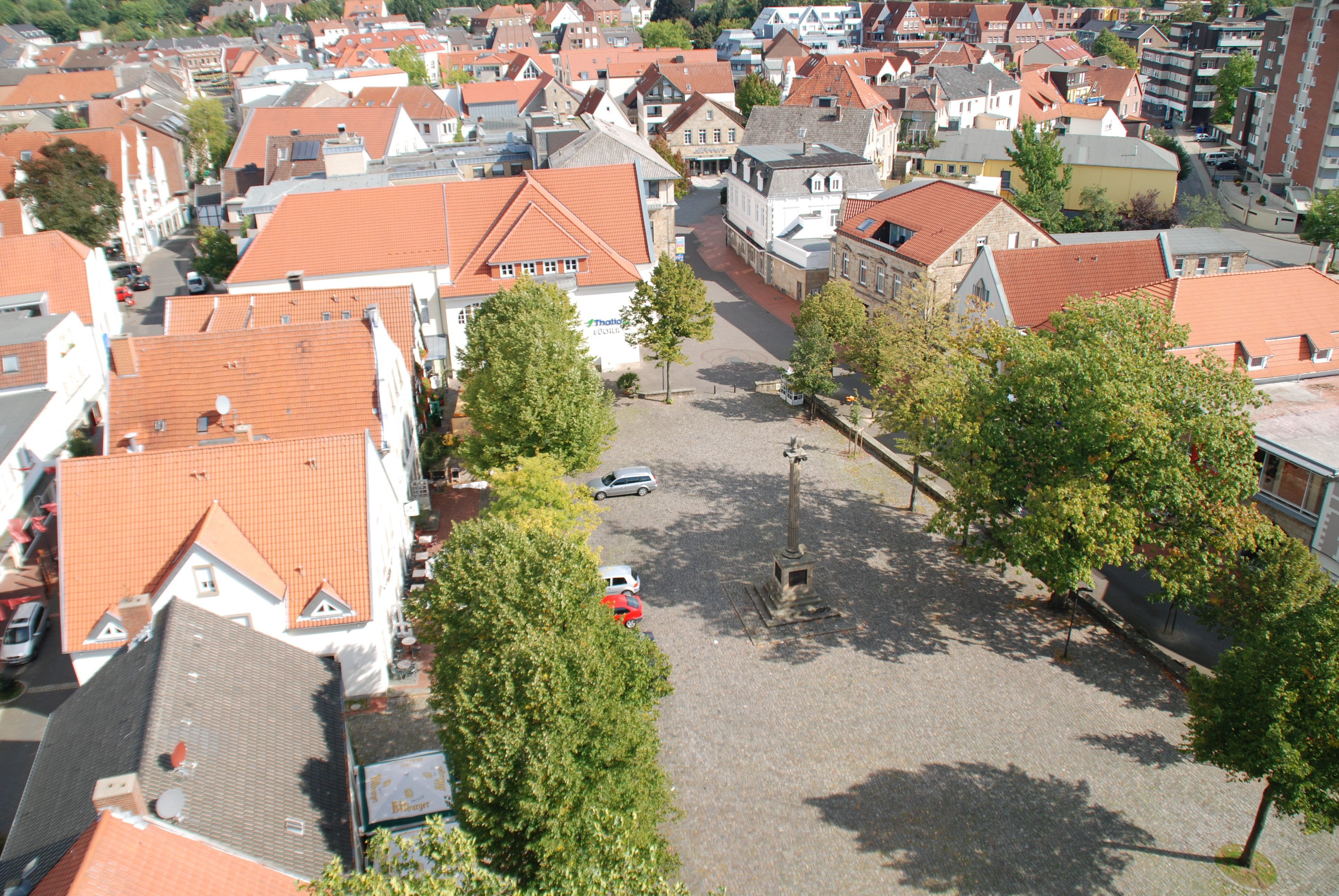
Blick vom Kirchturm auf den Kirchhof

Vom 12. bis zum 14. Jahrhundert wurden die Orte Riesenbeck, Brochterbeck und Ledde von Ibbenbüren abgepfarrt (selbständige Pfarreien).
1521 wurde die bisherige Kirche abgerissen und von 1523 bis 1534 durch eine neue spätgotische Hallenkirche ersetzt. Die an der Südseite der Kirche befestigte Sonnenuhr weist noch heute auf den Baubeginn 1523 hin.
Reformationsbemühungen hat es bis 1541 nicht gegeben. Die Obergrafschaft Lingen, zu der auch Ibbenbüren gehörte, fiel aber mit dem Tode des Grafen wieder dem Grafen von Tecklenburg zu, von dem es einige Jahrzehnte zuvor abgetrennt wurde. Bis zum Ende des Schmalkaldischen Krieges waren diese Reformationsbemühungen jedoch wenig erfolgreich. Die Habsburger erhielten die Obergrafschaft Lingen von den im Schmalkaldischen Krieg unterlegenen Tecklenburgern.
In den folgenden Jahren wurde die Obergrafschaft Lingen ein Spielball zwischen den Oraniern und den Spaniern. Von 1559 bis 1580 gehörte Ibbenbüren den spanischen Habsburgern, die den katholischen Glauben wieder einführten. 1580 eroberten die Oranier die Grafschaft, das reformierte Bekenntnis wurde wieder eingeführt. Mit dem Einzug der Oranier ist wohl auch das Pfarrhaus ein Raub der Flammen geworden. Die 1559 vom Bistum Osnabrück zum Bistum Deventer übertragene Zugehörigkeit wurde mit der Einführung der Reformation wiederum 1580 gelöst.
Wiederholt wechselten sich die Spanier und Oranier in den folgenden Jahren mit dem Besitz ab: von 1597 bis 1605 Oranier, von 1605 bis 1633 Spanier, von 1633 bis 1672 Oranier. Im Holländischen Krieg eroberte das Hochstift Münster 1672 die Obergrafschaft, musste diese jedoch 1674 wieder den Oraniern überlassen. 1677 wurde die Kirche endgültig von der evangelischen Gemeinde übernommen. Die römisch-katholischen Gläubigen hielten daraufhin im Brumleytal am Birgter Berg ihren Gottesdienst.

### Nach der Reformation

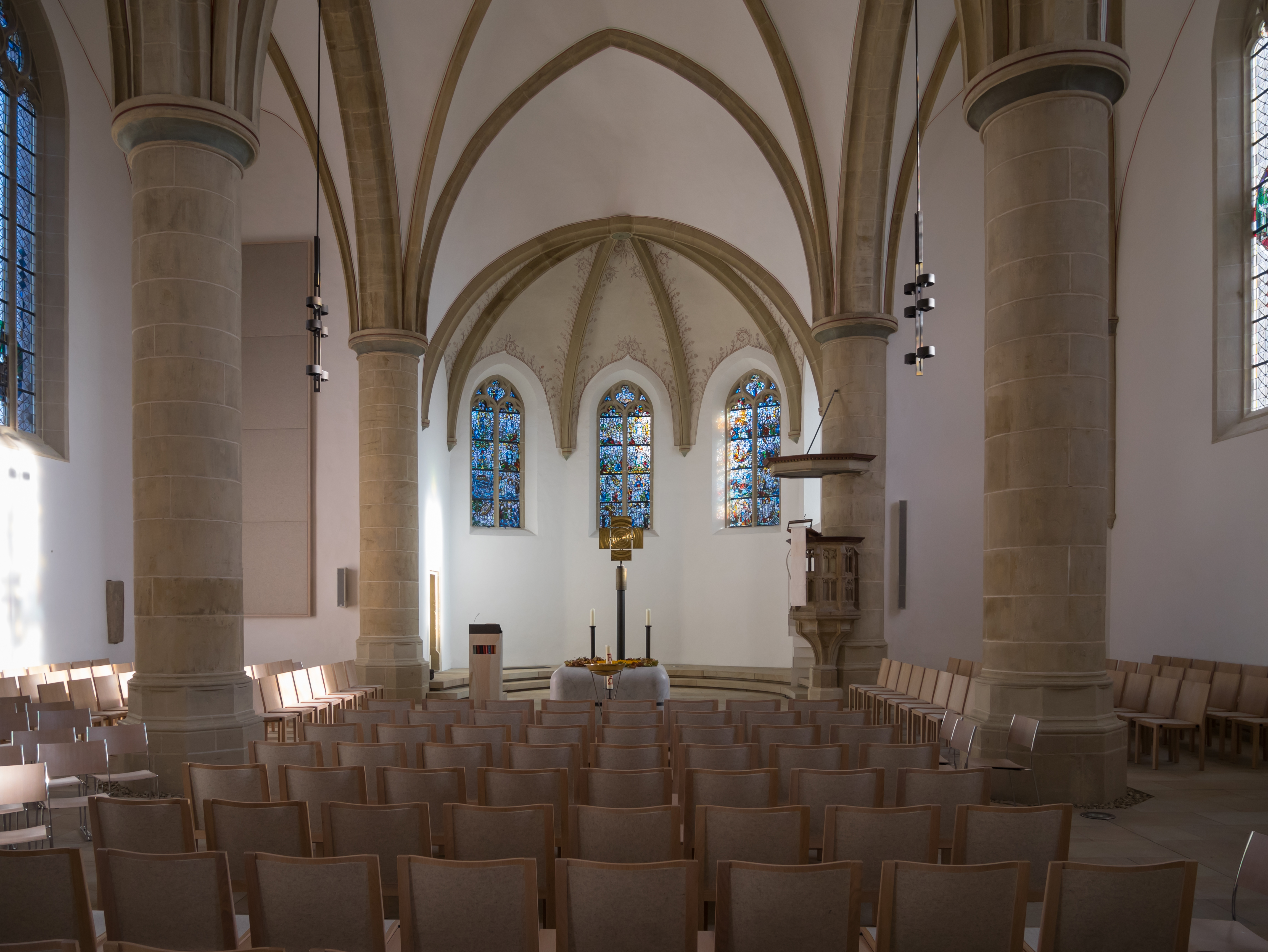
Innenansicht nach der Renovierung (2015)

Während des großen Sturmes von 1703 wurde am 8. Dezember 1703 die obere Hälfte des Kirchturms umgeweht. Nicht nur die Ibbenbürener Kirche wurde von dem Sturm stark in Mitleidenschaft gezogen, sondern auch umliegende, wie die Kirche in Brochterbeck.
Der Turm, der zuvor eine Höhe von 160 Fuß besaß, wurde auf halber Höhe provisorisch wiederhergerichtet.
Der Friedhof auf dem Kerkhof wurde 1838 geschlossen, nachdem ein neuer Friedhof errichtet worden war. Hier wurde 1873 aus Anlass des Sieges über Frankreich eine Siegessäule als Kriegerdenkmal errichtet. Dieses Denkmal wurde auf Grund einer in der Bürgerschaft der Stadt Ibbenbüren umstrittenen Entscheidung der evangelischen Kirchengemeinde im Jahr 2011 abgerissen. Heute ist dieser Platz als Kirchhof eine der „guten Stuben“ Ibbenbürens. Mit Bäumen bepflanzt erinnert er ein wenig an südeuropäische Marktplätze.
1846 vernichtete ein schwerer Brand die Kirche und die umliegenden Häuser. Auch der Zeiger der Sonnenuhr hielt der Hitze nicht stand und brach ab. Daraufhin wurde ein neuer Zeiger zu Ehren des Königs von Preußen angebracht, der die Berliner Sonnenzeit zeigte und nicht die Ibbenbürener. Die Kirche wurde wiederaufgebaut und erhielt ihr heutiges Aussehen mit dem charakteristischen Turm, der auf dem uralten Rest des Fluchtturmes aufgebaut wurde.
Die Kirche wurde in den Jahren 2013 und 2014 renoviert und an der Nordseite um einen Eingangsbereich in moderner Architektur erweitert.

## Kunst und Bauwerk
1984 wurden mehrere Seitenfenster der Kirche von der Ibbenbürener Künstlerin Ruth Engstfeld-Schremper neu gestaltet.

## Orgel

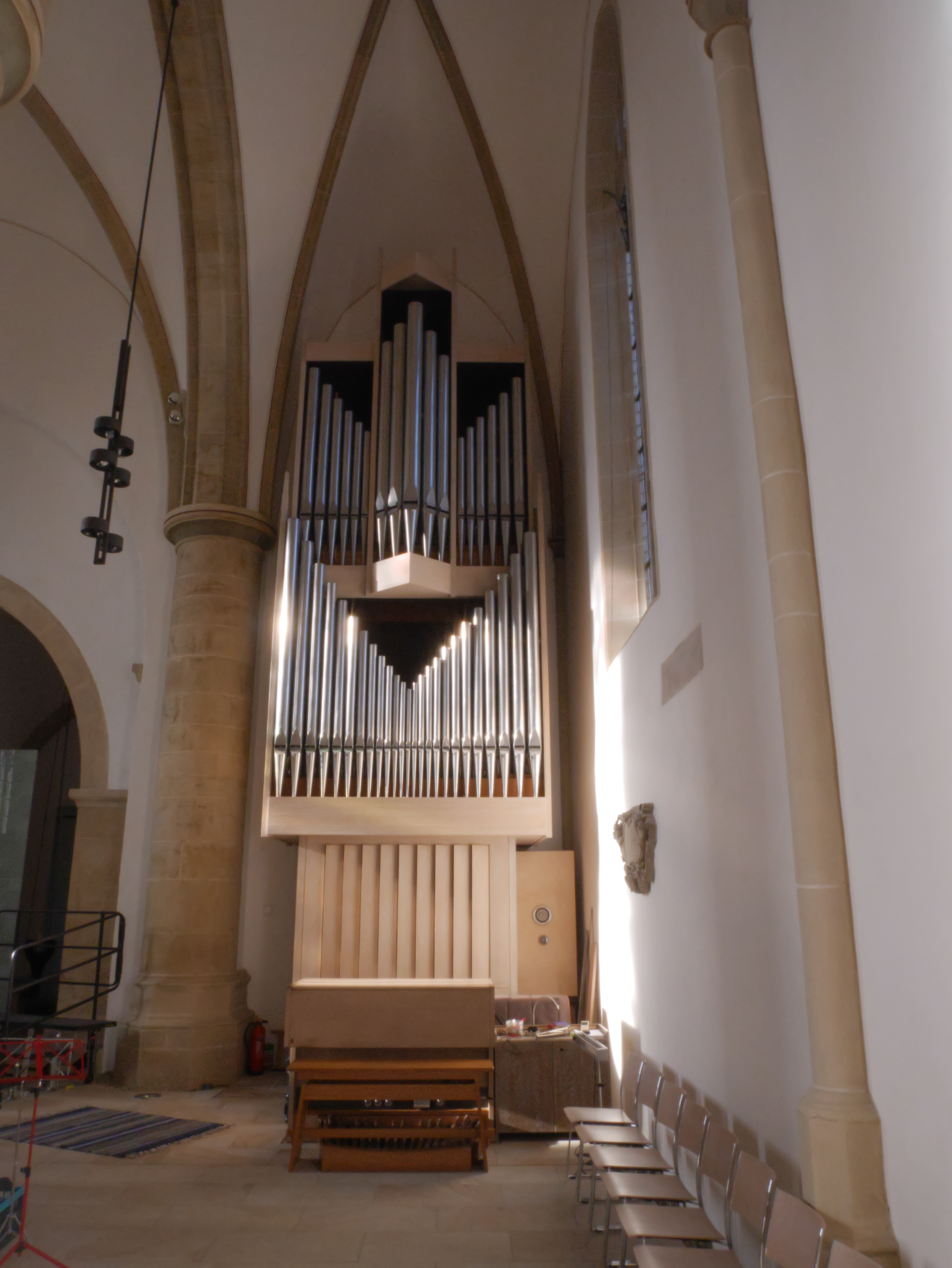
Orgel der Christuskirche in Ibbenbüren

Die Orgel wurde 1972 durch die Werkstatt Gustav Steinmann Orgelbau erbaut. Das Instrument hat 24 Register auf zwei Manualen und Pedal.
| I Hauptwerk C–g3 |       |
| Prinzipal        | 8′    |
| Spillflöte       | 8′    |
| Oktave           | 4′    |
| Gemshorn         | 4′    |
| Oktave           | 2′    |
| Sesquialtera II  | 2 ⁄3′ |
| Mixtur V         | 1 ⁄3′ |
| Trompete         | 8′    |

| II Unterwerk C–g3 |    |
| Holzgedackt       | 8′ |
| Prinzipal         | 4′ |
| Rohrflöte         | 4′ |
| Waldflöte         | 2′ |
| Aliquot II        |    |
| Oktave            | 1′ |
| Scharff IV        |    |
| Vox humana        | 8′ |
| Tremulant         |    |

| Pedalwerk C–f1 |       |
| Subbass        | 16′   |
| Prinzipal      | 8′    |
| Pommer         | 8′    |
| Oktav          | 4′    |
| Nachthorn      | 2′    |
| Rauschbass III | 2 ⁄3′ |
| Posaune        | 16′   |
| Clarine        | 4′    |